# Ipomopsis pinnata
Ipomopsis pinnata là một loài thực vật có hoa trong họ Polemoniaceae. Loài này được (Cav.) V.E. Grant mô tả khoa học đầu tiên năm 1956.